# Jaburg-Gletscher
Der Jaburg-Gletscher ist ein großer Gletscher im westantarktischen Queen Elizabeth Land. In den Pensacola Mountains fließt er zwischen dem Dufek-Massiv und den Cordiner Peaks in westlicher Richtung.
Der United States Geological Survey kartierte ihn anhand eigener Vermessungen und mithilfe von Luftaufnahmen der United States Navy aus den Jahren von 1956 bis 1966. Das Advisory Committee on Antarctic Names benannte ihn 1968 nach Leutnant Conrad J. Jaburg (1931–2015), Hubschrauberpilot der US Navy auf der Ellsworth-Station im antarktischen Winter 1957.

## Weblinks

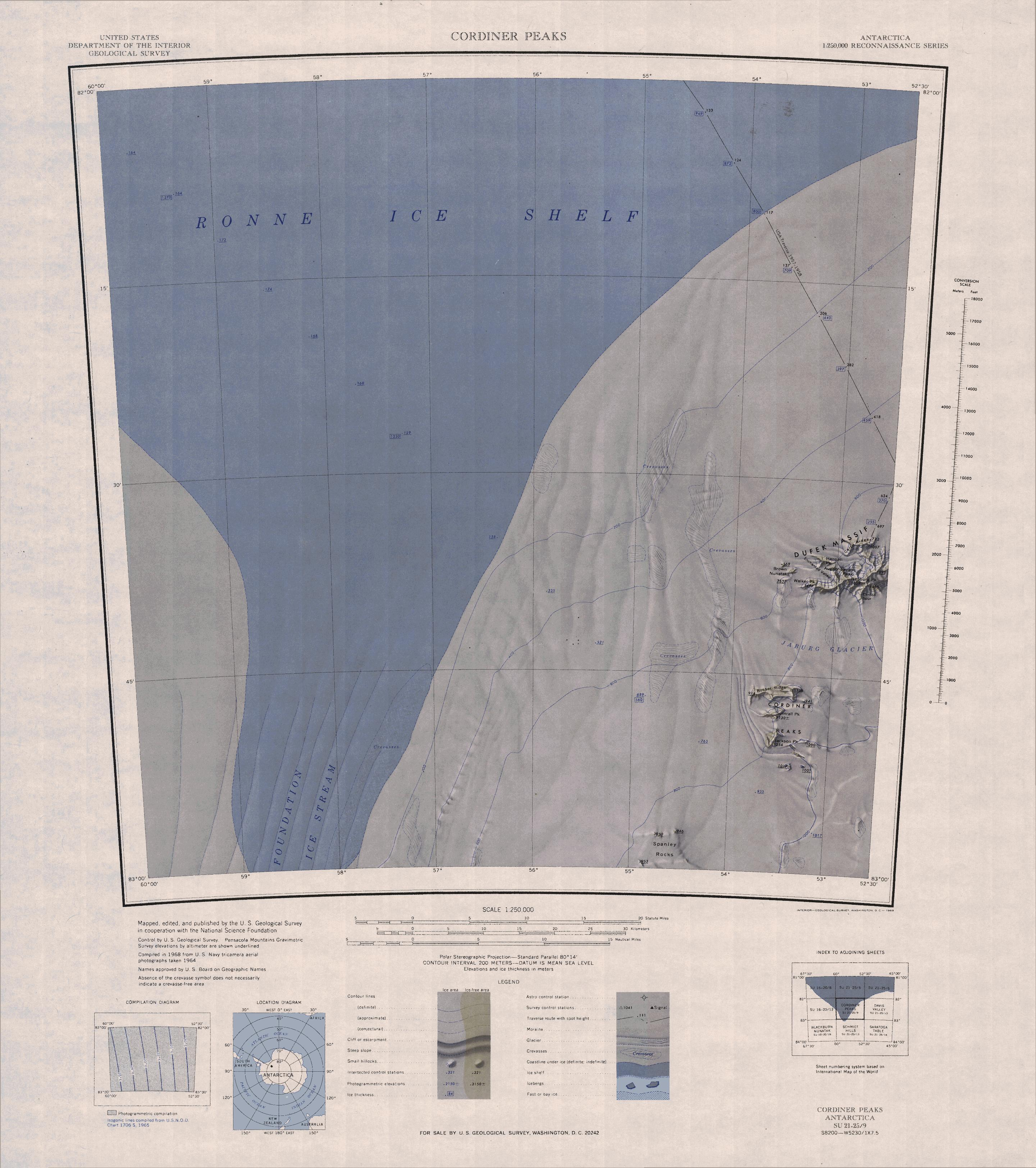
Kartenblatt Cordiner Peaks von 1968, Jaburg Glacier im südöstlichen Viertel